# St Columb Major
St Columb Major est une ville et paroisse civile dans le centre des Cornouailles, au Royaume-Uni. 
Hurling the silver (une forme de Football médiéval) prend place à St Columb Major a lieu le Shrove Tuesday.

## Histoire

### Age de bronze & Age de fer
Des vestiges de l'âge de bronze et/ou de fer sont présents à St Columb : le Castle an Dinas, les rangées de pierres des Nines Maiden et le Devil's Quoit (dans le hameau de Quoit),.

### Moyen Age
Il existe quatre croix de Cornouailles dans la paroisse de St Columb: deux dans le cimetière, une dans le hameau de Black Cross et une dernière (effacée à présent) à Black Rock,.
En 1333, Edward III accorda le droit de marché de St Columb Major à Sir John Arundell. Cela fut une récompense pour la fourniture de troupe durant la bataille de Halidon hill, près de Berwick-on-Tweed. 
En 1645, durant la guerre civile anglaise, les troupes de Sir Thomas Fairfax étaient en manœuvre dans le territoire de St Columb entre Bodmin et Truro. Le 7 mars, l'armée fit une halte d'une nuit à 6 km de Bodmin. Pendant ce temps, les forces du Roi étaient logés à St Columb, où une escarmouche a eu lieu entre le régiment du Prince et un détachement de l'armée parlementaire du colonel Rich. 
En 1676, la plus grande partie de l'église St Columb a été soufflée à la poudre à canon par trois jeunes de la ville. 

### XXesiècle
Des membres de la royauté ont effectué des visites à St Columb Major en 1909, 1977 et 1983. Le 9 juin 1909, la ville accueillit le prince de Galles, futur George V et sa femme, Mary de Teck. L'objectif de cette visite fut l'ouverture du Royal Cornwall Agricultural Show. Le prince de Galles y décerna deux récompenses: une pour le meilleur taureau, l'autre pour le meilleur cheval. En août 1977, La reine Élisabeth II et le prince Philippe ont visité la ville durant la Silver Jubilee tour of Cornwall. Le 27 mai 1983, le prince Charles et la princesse Diana s'y sont rendus pour la commémoration du 650ème anniversaire de la signature de la charte de la ville par Edward III. Une plaque-souvenir de la visite royale de 1983 est présente dans l'ancien Conservative Club à Union Square.

## Géographie
St Columb est localisé au centre des Cornouailles, à environ 12 km de la côte nord du port de Padstow. 
La paroisse de St Columb couvre une aire géographique de 12 884 acres (52 km²). Son point culminant est le Castle an Dinas (216 m au-dessus du niveau de la mer), un fort de l'âge de fer situé à environ 3 km à l'est de St Columb. Une grande partie du territoire de la paroisse est consacrée à l'agriculture (arable et pastorale), avec quelques bois. 
De manière générale, des landes sont présentes dans les parties nord et est de la paroisse, notamment la lande de Goss (au sud-est), Castle Downs en dessous de Castle an Dinas (à l'est) et une zone de lande attenante à Rosenannon Downs (au nord-est). Le Vale de Lanherne, la vallée de la rivière Menalhyl est célèbre pour sa beauté et occupe l'ouest de la ville, connectant St Columb et St Mawgan churchtown. 

### Ville
St Columb occupe un plateau ayant un dénivelé de 91 m. La partie nord de la ville (connue comme "Bridge") est présente dans la Vale of Lanherne. À l'origine, la ville était construite sur un axe linéaire/route principale orienté nord-est sud-ouest, mais des domaines modernes ont été construits, participant à l'expansion de la ville vers le sud et l'est. Dans l'ancienne partie de la ville, il y a une plus forte densité de foyers avec des rues relativement étroites et des points de vente au détail; A contrario, les domaines récents ont une densité de foyers plus réduite. Au sud, il y a une zone industrielle.

### Hameaux et villages
En plus de la ville principale de St Columb, il y a de nombreux hameaux et villages dans la paroisse, incluant Talskiddy et Gluvian au nord, Ruthvoes (sud-est), Trebudannon (sud), Tregaswith (sud-est) et un certain nombre de fermes isolées. Il y a également Halloon, Lanhizey, Rosedinnick, Tregamere, Trekenning, Tresaddern, Trevarron, Trevolgas and Trugo.

### Rivières
Un certain nombre de petites rivières et ruisseaux circulent à travers la paroisse de St Columb, émergeant à l'est et coulant vers l'ouest. Une des sources de la River Fal est présente juste à la limite du Goss Moor, la River Fal dont l'écoulement est orienté sud-est en direction de South Coast. La River Menalhyl, qui circule au travers de la partie nord de St Columb (The Bridge), possède trois branches dont une confluence avec Gilbert's Water, à l'est de la ville. La plus longue des branches s'élève à côté des Nine Maidens, dans la partie nord de la paroisse. La River Menalhyl est historiquement importante, puisque permettant l'activité de nombreux moulins par la force du courant. Une petite rivière prend sa source près de Winnard's Perch (au nord de Talskiddy), joignant la Menalhyl River près de Mawgaw Porth. Il existe également une autre rivière, dont le nom officieux est River Porth dont la source est à l'est de Ruthvoes; d'après la légende, c'est le sang de sainte Columba qui lui donna naissance. 

### Aires protégées
Borlasevath et Retallack Moor ont été classés « Site of Specific Scientific Interest » (SSSI : dénomination britannique) pour leurs caractéristiques biologiques. Ce sont des séries de lacs et de courants proches de la station thermale Retallack qui occupe une infime partie l'extrémité nord de la paroisse.

### Voies routières
La route A39 traverse la paroisse du nord au sud. Jusqu'à la fin des années 1970, la ville de St Columb était traversée par la A39 mais un contournement récent prend également en charge le trafic à l'est de St Columb. La route à double sens A30 traverse la partie sud-est de la paroisse, au nord de Goss Moor. La Par-Newquay railway line n'entre pas dans la paroisse de St Columb mais forme une partie de sa frontière au sud. Une petite partie de la paroisse est occupée par fraction minime du Newquay Airport (Aéroport de Newquay), qui est le principal aéroport de Cornouailles.

## Architecture
La partie la plus ancienne de la ville suit le tracé linéaire le long de deux rues : Fair Street et Fore Street. De nombreuses maisons de l'étroite rue principale présentent des éléments à base d'ardoises. L'architecte des Cornouailles Silvanus Trevail a désigné la Lloyds Bank et l'école. Ashleigh House (1896) et Treventon House (1897) sont des exemples de travaux d'architecture par M. Trevail. D'autre part, on retrouve des œuvres architecturales d'autres auteurs comme William White qui incluent Bank House (1857), Rosemellyn house (1871)et Penmellyn House. Durant les dernières années, il y a eu émergence de nouvelles constructions aux frontières de la ville, incluant Jenner parc et Arundell Parc. Le plus vieil édifice de St Columb est la Glebe House

## L'église de St Columb
L'église est dédiée à sainte Columba, une sainte locale : son puits est à Ruthvoes. Durant la majorité du Moyen Âge, l'église a appartenu aux Arundell de Lanherne et fut somptueusement dotée. Au sein de l'église, il y avait deux chapelles des cantons utilisé par 6 prêtres en tout (5 pour le canton d'Arundell). La tour est un exemple type de construction du XVe siècle, composée de 4 étages surmontés de pinacles et de créneau. La tour fait 24 mètres de haut et contient 8 cloches en 1950. En 1920, une horloge sonnante a été ajoutée aux hommes de St Columb morts durant la 1re Guerre Mondiale. En 1860, les plans ont été dessinés par William Butterfield, dans l'espoir que l'église de St Columb devienne la cathédrale du futur diocèse de Cornouailles.  
L'église est le lieu où se tient le festival de musique "Classic Cornwall".

## Le Puits Sacré de St Columb
Le Puits Sacré de St Columb, dédié à la sainte Columba de Cornwall, est proche du hameau de Ruthvoes (environ 3.2km). Selon la légende, la sainte y a été décapitée. Le hameau est situé à proximité de l'autoroute A30 et de la ligne ferroviaire Par to Newquay.  

## St Columb Major dans la littérature
- St Columb est présenté à plusieurs reprises dans la nouvelle Castle Dor parue en 1961 et écrite par Daphne du Maurier et Sir Arthur Quiller-Couch. Elle mentionne différents lieux tels le Castle An Dinas, le Red Lion Inn ou le Tresaddern Farm[20].
- Le personnage fictif de la nouvelle Kangaroo (publié en 1923 et écrite par D.H. Lawrence) Alfred John Trewella est originaire de St Columb.

## Personnalités liées à la ville
- Ralph Allen (1693-1764), entrepreneur et philanthrope britannique, connu pour ses réformes du système postal en Grande-Bretagne, y est né.
- Percy Bennett (1869 - 1936) fut un joueur international de rugby à XV qui joua en club chez Cardiff Harlequins et chez Wales.
- Wilfried Theodore Blake (1894-1968) aviateur, auteur et voyageur. Il fut l'homme qui tenta le premier tour du monde en vol en 1922. Le pilote de cette mission fut Norman MacMillan. Le vaisseau fut un de Havilland DH9A acheté à la Royal Air Force.
- Jack Crapp (1912-1981): Un joueur de hockey anglais qui joua dans l'équipe anglaise durant la compétition nationale de l'hiver 1948.
- Edward Hamley (mort en 1834): pasteur et poète
- William Hicks: officier de la Royal Navy, blessé dans la bataille de Trafalgar
- Cyril Bencraft Joly (1918-2000), inventeur, auteur et vétéran de la Desert Rat Army
- John Kennall, pasteur de St Columb
- Stephen Roberts Nockfolds, géochimiste, pétrologue et titulaire de la Murchison Medal
- James Paynter, un leader de la révolution des Jacobites en 1715
- Matthew Smith (1879-1959), artiste peintre, vécut à St Columb Major fin 1920[21]
- Ernest Smythe (1904-1975), joueur de criquet et officier de la Indian Army, y vécut ses dernières années jusqu'en 1975.
- John Nichols Thorm, le Messie auto-proclamé de Cornouailles qui participa à la Battle of Bossenden Wood.
- Dick Twinney: illustrateur animalier
- Famille Vivian, propriétaire du Trewan Hall depuis trois centenaires

## Blason de St Columb Major
Le blason de la ville est composé d'une main tenant une balle de hurling argentée, surmontée d'une banderole bleue avec la devise "Town and Country do your best". Le design apparaît pour la 1re fois sur les médailles accordées aux vainqueurs de hurling dans les années 1930. Bien plus tard, le design fut adopté par le conseil communal comme symbole civique. L'emblème apparaît sur les uniformes de St Columb School. Les panneaux routiers de sortie d'agglomération arborent également le blason.

## Principaux employeurs et attractions touristiques

### Principaux employeurs
- Pall Corporation - Technologies de séparation et de filtration. Emploie actuellement 300 personnes.
- Mole Valley Farmers - équipements et fournisseurs agricole (ouvert depuis 1986)
- St Austall Breweries - commerce de distribution (2009)
- Western Flat Roofing Co.

## Références

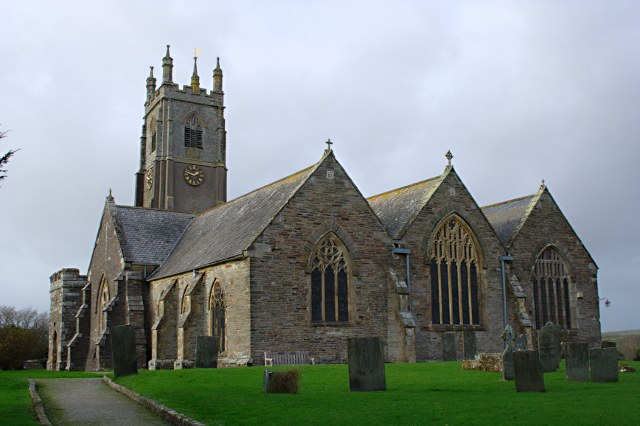
L’église de St Columb Major

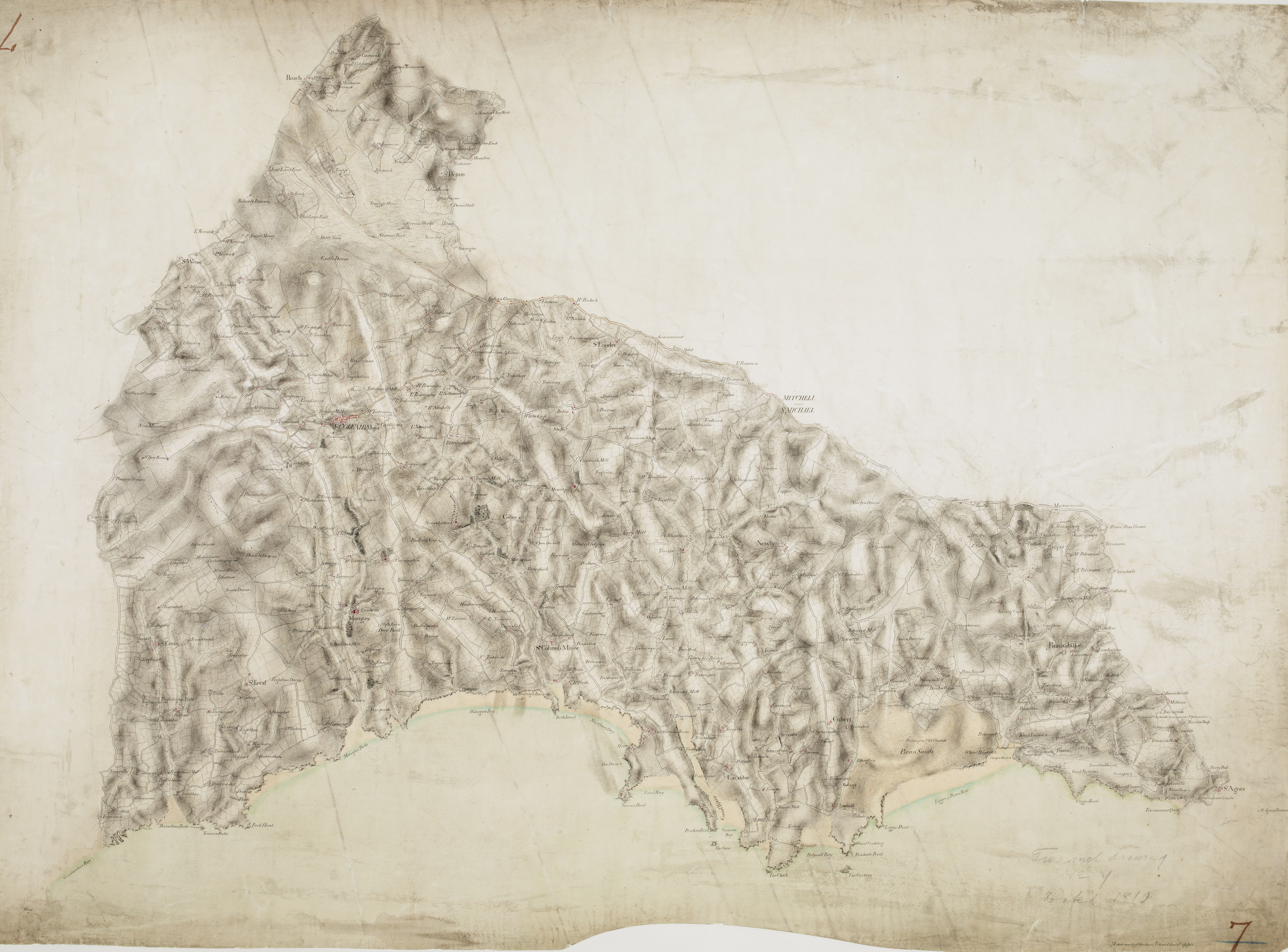
Carte de St Columb Major, par Robert K. Dawson, 1810

### Attractions touristiques
- Cornish Birds of Prey Centre
- Camel Creek Adventure Park
- Screech owl sanctuary
- Springfields Fun Park
- Retallick Resort and Spa[22]